# Euphorbia marschalliana
Euphorbia marschalliana — вид рослин із родини молочайних (Euphorbiaceae), зростає у Західній Азії.

## Опис
Це рослина заввишки 15–30 см. Стебла густо вкриті листям. Листки еліптично-ромбічні, гострі, неглибоко зубчасті. Квітки жовті. Період цвітіння: літо.

## Поширення
Зростає у Західній Азії: Іран, Південний Кавказ, Туреччина.